# Alice (sång)
Alice är en låt skriven och framförd av den kanadensiska sångerskan Avril Lavigne. Låten skrevs för filmen Alice i Underlandet (2010) och har getts ut på filmens soundtrack Almost Alice samt som gömd låt i utökad version på Lavignes fjärde album Goodbye Lullaby. Låten är en ballad i mellantempo som sjungs från filmfiguren Alice perspektiv.
Låtens musikvideo regisserades av Dave Meyers.

## Låtlista
Digital nedladdning
1. "Alice" – 3:34

Tysk CD-singel
1. "Alice" – 3:34
2. "Welcome to Mystery" (framförd av Plain White T's) – 4:27